# Ptilohyale eburnea
Ptilohyale eburnea is een vlokreeftensoort uit de familie van de Hyalidae. De wetenschappelijke naam van de soort is voor het eerst geldig gepubliceerd in 1974 door Krapp-Schickel.